# Lorenzo Guerrero Gutiérrez
Lorenzo Guerrero Gutiérrez (ur. 13 listopada 1900 roku; zm. 15 kwietnia 1981 roku) – nikaraguański polityk, zaufany współpracownik rodziny Somozów, od 1934 do 1937 i w 1946 minister oświaty, od 1963 do 1966 wiceprezydent i minister spraw wewnętrznych, od sierpnia 1966 do kwietnia 1967 prezydent Nikaragui, od 1967 do 1974 minister spraw zagranicznych.